# Xiaomi Redmi 4X
Xiaomi Redmi 4X — бюджетний смартфон від компанії Xiaomi, що є покращеною версією смартфона Xiaomi Redmi 4. Був представлений 14 лютого 2017 року. В Індії смартфон продавався під назвою Xiaomi Redmi 4.

## Дизайн
Екран виконаний зі скла, а корпус — з алюмінію з пластиковими вставками зверху і знизу.
Ззаду смартфон схожий на Xiaomi Redmi 4A.
Знизу знаходяться роз'єм microUSB, динамік та стилізований під динамік мікрофон. Зверху розташовані 3.5 мм аудіороз'єм, другий мікрофон та ІЧ-порт. З лівого боку смартфона розташований гібридний слот під 2 SIM-картки або 1 SIM-картку і карту пам'яті формату microSD до 128 ГБ. З правого боку розміщені кнопки регулювання гучності та кнопка блокування смартфону. Сканер відбитків пальців розташований на задній панелі.
Redmi 4X продавався в 3 кольорах: чорному, золотому та rose gold.

## Технічні характеристики

### Апаратне забезпечення
Смартфон отримав процесор Qualcomm Snapdragon 435 та графічний процесор Adreno 505. Redmi 4X продавався в конфігураціях 2/16 та 3/32 ГБ, а індійська версія Redmi 4 — 2/16, 3/16, 3/32, 4/32 та 4/64 ГБ.
Батарея отримала об'єм 4100 мА·год.
Крім цього, смартфон отримав основну камеру на 13 Мп з діафрагмою f/2.0 і фазовим автофокусом і фронтальну камеру на 5 Мп з діафрагмою f/2.2. Обидві камери вміють записувати відео в роздільній здатності 1080p@30fps.
Також модель має 5-дюймовий екран типу IPS LCD з роздільною здатністю HD (1280 × 720), співвідношенням сторін 16:9 та щільністю пікселів 294 ppi.

### Програмне забезпечення
Redmi 4X був випущений на MIUI 8, що працює на базі Android 6.0.1 Marshmallow і був пізніше оновлений до MIUI 11 на базі Android 7.1.2 Nougat.